# زینت چمن‌کاری

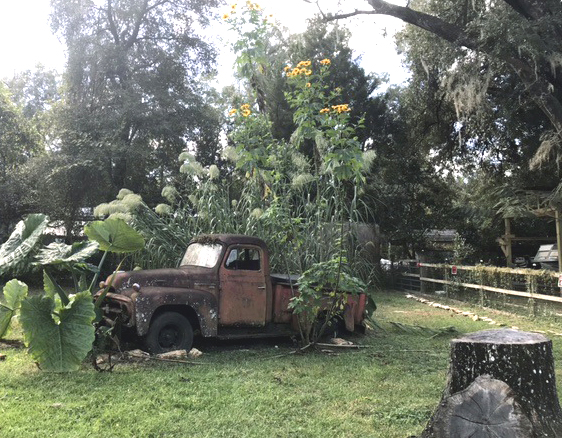
چمن جلویی با یک کامیون بین‌المللی با گیاه گوش فیل و گل آفتابگردان

زینت چمن‌کاری، اشیای تزئینی هستند که در محوطه چمن‌کاری یک ناحیه قرار می‌گیرند.
شکل‌های جانوری: مجسمه‌های جانورانی مانند قورباغه، لاک‌پشت، خرگوش، گوزن، فلامینگو و مرغابی در پلاستیک یا سیمان ریخته می‌شوند.